# Yomeddine
Yomeddine (Arabisch: یوم‌الدین) is een ontroerende Egyptische film uit 2018, geschreven en geregisseerd door Abu Bakr Shawky. 

## Verhaal
Beshay, een Koptische man die lepra heeft gehad, werd als kind door zijn vader naar een leprakolonie ten noorden van Caïro gebracht. Daar is hij getrouwd met de geesteszieke Ireny. Wanneer deze overlijdt, ziet hij voor het eerst haar moeder en hij beseft dat ook hij familie heeft. Beshay is genezen van de lepra, maar niet van de littekens: hij heeft littekens in zijn gezicht, heeft misvormde handen en lijkt nooit volgroeid. Hij laadt al zijn bezittingen op de ezelskar waarmee hij als broodwinning de vuilnisbelt afschuimt en vertrekt naar zijn geboortedorp in de buurt van Qena. Kort na zijn vertrek, wipt Obama, een Nubische weesjongen, mee op de kar. Samen reizen ze zuidwaarts doorheen Egypte, op zoek naar wat nog over is gebleven van zijn familie. Ze worden geconfronteerd met tegenslagen en meevallers, mensen die hen bestelen en die hen helpen. Yomeddine betekent Dag des Oordeels. Beshay is een outcast, wordt door de buitenwereld gemeden en veroordeeld, maar ook hij zal moeten oordelen over de reden waarom zijn vader hem ooit naar de leprakolonie bracht...

## Rolverdeling
| Acteur           | Personage    |
| ---------------- | ------------ |
| Rady Gamal       | Beshay       |
| Ahmed Abdelhafiz | Obama        |
| Shahira Fahmy    | Verpleegster |

## Release
Yomeddine ging op 9 mei 2018 in première in de competitie van het filmfestival van Cannes.